# صبوری ساکی
صبوری ساکی (انگلیسی: Patience Sackey؛ زادهٔ ۲۲ آوریل ۱۹۷۵) بازیکن فوتبال اهل غنا است.
وی همچنین در تیم ملی فوتبال زنان غنا بازی کرده‌است.